# Corynocarpus laevigatus

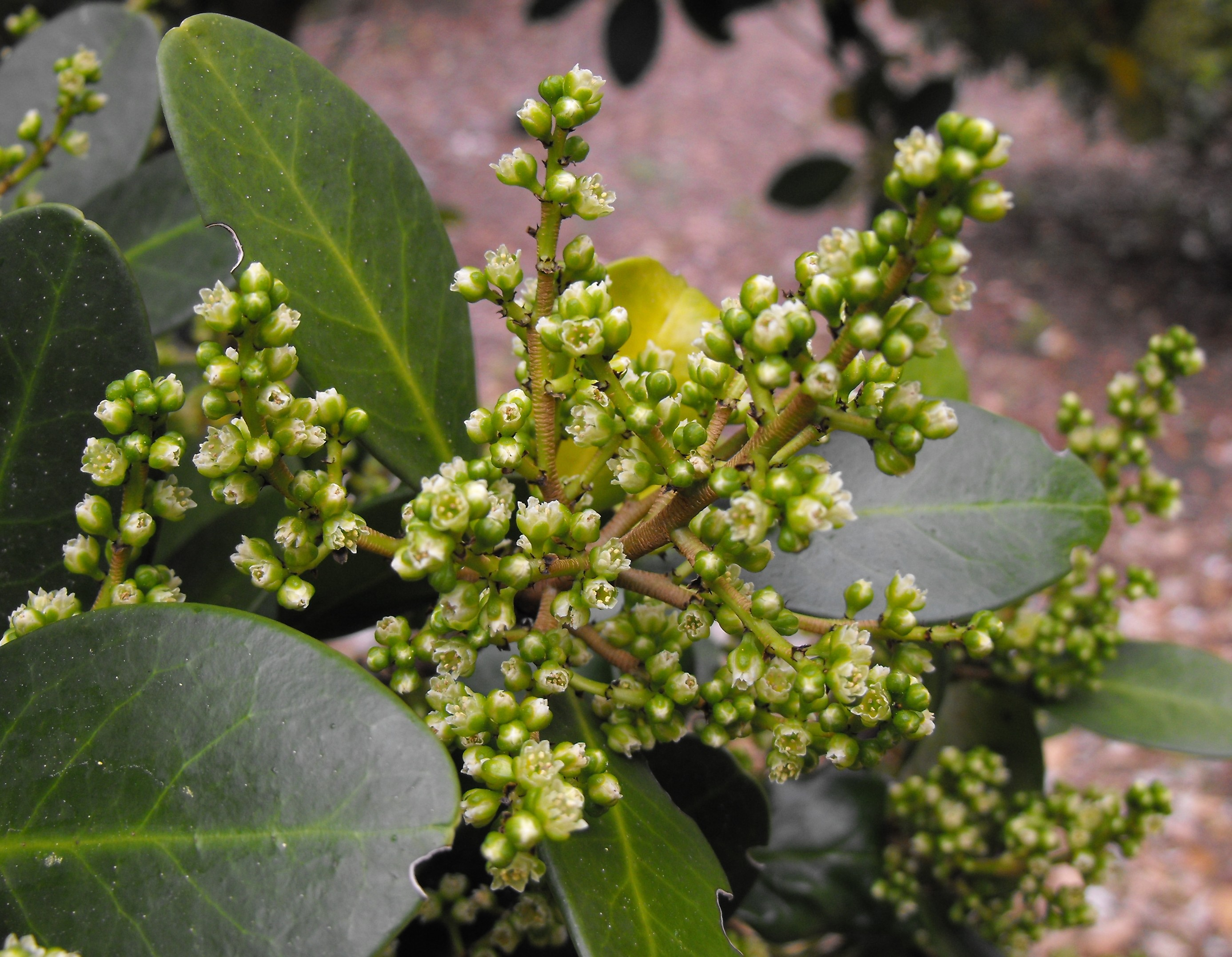
Corynocarpus laevigatus (inflorescência).

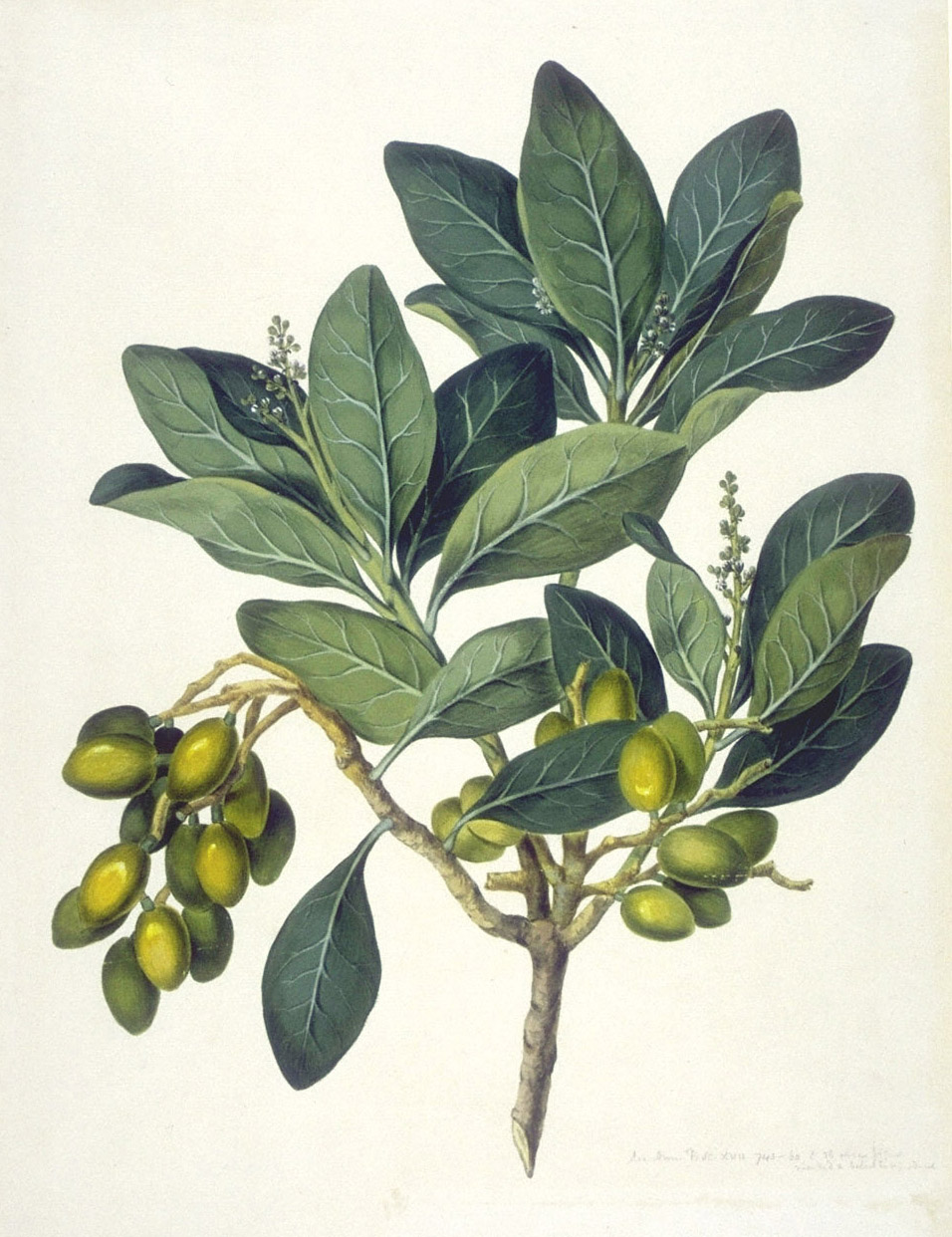
Corynocarpus laevigatus (ilustração).

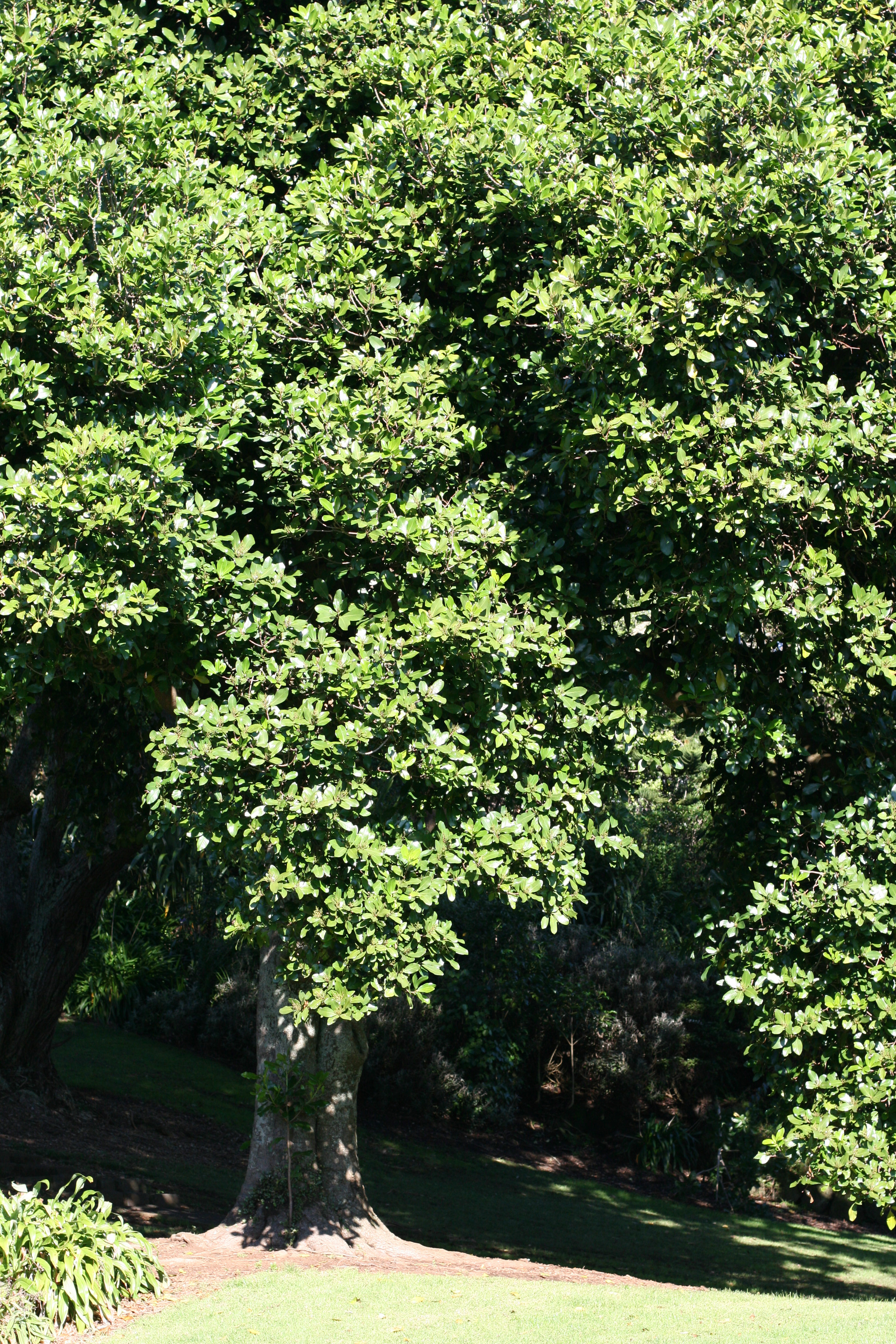
Corynocarpus laevigatus (hábito).

Corynocarpus laevigatus é uma espécie de plantas com flor da família Corynocarpaceae da ordem Cucurbitales, nativa da Nova Zelândia, mas naturalizada em muitas regiões de clima subtropical húmido. É uma árvore de médio porte (mesofanerófito), com grandes folhas coreáceas brilhantes, com características claramente laurifólias, típicas da laurissilva costeira neo-zelandesa. A espécie é conhecida na língua maori por karaka, nome que é também frequentemente utilizado no comércio de plantas ornamentais. Nos Açores, onde se encontra naturalizada, é conhecida por louro-da-nova-zelândia ou barrileiro.

## Descrição
Corynocarpus laevigatus é uma árvore perenifólia, com grandes folhas lustrosas laurifólias, que cresce em condições em condições muito favoráveis até aos 8–15 m de altura. É uma árvore típica das formações de laurissilva.
O nome comum karaka tem origem no idioma maori e está associado ao vocábulo maori usado para designar a cor laranja, uma clara associação com a coloração laranja brilhante do fruto quando maduro. Nas ilhas Chatham, onde a espécie também ocorre, é conhecido por kopi, o seu nome no idioma moriori. No comércio internacional de árvores ornamentais é geralmente designado por karaka, mas por vezes é referido como louro-da-nova-zelândia.

### Distribuição e ecologia
A espécie é um endemismo da Nova Zelândia, onde ocorre em populações dispersas principalmente em zonas costeiras, com frequência formando uma componente importante do estrato arbóreo dos bosques costeiros, embora raramente seja a árvore dominante.
Apesar de ser uma espécie endémica da Nova Zelândia, a sua área de distribuição natural não é clara devido à plantação extensiva desta espécie que foi praticada pelos maoris. Apesar de aparecer predominantemente distribuída nas zonas costeiras, por vezes ocorre terra adentro, usualmente como resultado da dispersão das sementes pelas aves ou devido a plantações maoris nas redondezas de antigos povoados.
A árvore é comum em toda a Ilha Norte e na Ilha Sul estende-se para sul até à Península Banks e a Okarito. Também ocorre nas Three Kings Islands, na ilha Raoul, nas ilhas Kermadec e nas ilhas Chatham. Nestas duas últimas localidades a presença da árvore é provavelmente o resultado da dispersão por columbiformes ou plantação pelos povos polinésios. A maior parte dos estudiosos da flora neo-zelandesa considera que a espécie é apenas nativa da metade norte da Ilha Norte, tendo sido introduzida por acção humana nas restantes localidades.
Os requisitos ecológicos da espécie são os próprios da laurissilva e, como a maioria dos seus contrapartes laurifólios no resto do mundo, é uma espécie vigorosa e com uma grande capacidade de repovoamento quando o habitat lhe é propício.
A espécie germina facilmente a partir de semente fresca, mas as estacas enraízam com dificuldade. As plantas jovens são sensíveis às geadas e ao frio. A espécie naturaliza-se com frequência em habitats favoráveis. É considerada uma espécie invasora no Hawaii, danosa para a conservação dos ecossistemas autóctones.
A espécie é comum em cultura como ornamental e amplamente disponível nos mercados da especialidade.

### Morfologia
Corynocarpus laevigatus é uma árvore de copa grande e frondosa, com o tronco erecto e ramos que se expandem. Cresce a uma altura de até 15 metros, sendo capaz de produzir um tronco robusto de até 1 metro de diâmetro. As folhas são ligeiramente coreáceas, de coloração verde-escura e lustrosas na página superior e mais pálidas na face inferior, com 50 a 200 mm de comprimento e 30 a 70 mm de largura.
No inverno e primavera floresce abundantemente, produzindo inflorescências em panículas longas e erectos de diminutas flores com pecíolos de 10–15 mm de comprimento. As flores individuais medem de 4 a 5 mm de diâmetro, com coloração creme ou de verdosa a esbranquiçada ou amarelo pálido.
O fruto é uma drupa ovoide de 25 a 46 mm de comprimento, com a polpa de coloração amarela pálida a alaranjada. A semente é uma noz solitária. O fruto amadurece no final do verão e outono.
A polpa do fruto é comestível, apesar de por vezes ligeiramente amarga, mas as sementes frescas contém um alcaloide tóxico designado por karakina (um éster da glucose com o ácido 3-nitropropanoico).

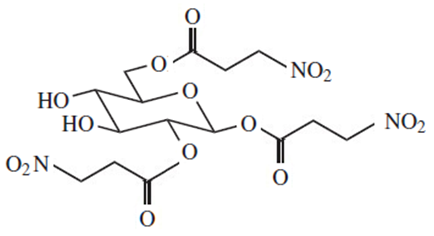
Estrutura química da karakina.

Relatos do século XIX reportam que um processo extensivo foi usado pelos maoris para converter as sementes numa forma comestível, e referem que se o processo não era feito com o mais minucioso cuidado, o resultante envenenamento poderia levar a sintomas como convulsões violentas e severos espasmos musculares que podiam deixar as extremidades permanentemente fixas em posições contorcidas. A morte ocorria em poucos casos.

## Sistemática
Corynocarpus laevigatus foi descrita por J.R.Forst. & G.Forst. e publicade em Characteres Generum Plantarum 1: 16. 1775.